# Calogero Peri
Calogero Peri, O.F.M. Cap. (* 16. června 1953 Salemi) je italský římskokatolický duchovní, kapucín a biskup Caltagirone.

## Život
Narodil se 16. června 1953 v Salemi.
Dne 1. října 1969 vstoupil do noviciátu Řádu menších bratří kapucínů v Calascibetta. Dne 6. října 1970 složil své časné řeholní sliby a 4. října 1976 sliby věčné. Teologické vzdělání získal na Teologickém institutu v Palermu a na Papežské univerzitě Gregoriana zdokonalil své vzdělání v oboru filosofie. Prošel speciálními kurzy v Paříži. Dne 9. prosince 1978 byl vysvěcen na kněze.
Roku 1981 se stal asistentem filosofie na teologické fakultě v Palermu, kde později vyučoval filosofii, eklesiologii a antropologii. V letech 1989–1995 působil ve funkci provinčního rady a představeného konventu v Palermu. Následně byl zvolen provinčním ministrem, vikářem a vicemistrem domu post-noviciátu. Od roku 2009 byl místopředsedou Papežské teologické fakulty Sicílie.
Dne 30. ledna 2010 jej papež Benedikt XVI. jmenoval biskupem Caltagirone. Biskupské svěcení přijal 20. března z rukou arcibiskupa Paola Romea a spolusvětiteli byli biskupové Mariano Crociata, Vincenzo Manzella, Mario Russotto a Domenico Mogavero.